# Nicholas Corten
Nicholas Corten (24 luglio 1996) è un taekwondoka belga.

## Palmarès
- Europei

Montreux 2016: bronzo nei 74 kg.